# Ioana Baciu
Ioana-Maria Baciu (ur. 4 stycznia 1990) – rumuńska siatkarka, reprezentantka kraju, grająca na pozycji atakującej.

## Sukcesy klubowe
Puchar Rumunii:
- 2012, 2015, 2018, 2019, 2021

Mistrzostwo Rumunii:
- 2018, 2019, 2020
- 2013, 2014, 2021
- 2012, 2024[3]

Puchar CEV:
- 2019

Puchar Challenge:
- 2021